# Don Davern
Owen Donal „Don“ Bosco Davern (irisch Eoin Dónaill Bosco Ó Dobharáin; * 4. März 1935 in Cashel, County Tipperary; † 2. November 1968 ebenda) war ein irischer Politiker der Fianna Fáil (FF), der zwischen 1965 und seinem Tode 1968 Mitglied des Dáil Éireann war, des Unterhauses des Parlaments (Oireachtas) der Republik Irland. Er bekleidete zudem von 1966 bis zu seinem Tode 1968 auch den Posten als Parlamentarischer Sekretär beim Minister für Landwirtschaft und Fischerei in der ersten Regierung Lynch.

## Leben
Owen Donal „Don“ Bosco Davern war der älteste von zwei Söhnen und einer Tochter von Michael Davern, der zwischen 1948 und 1965 ebenfalls Mitglied des Dáil Éireann war, und dessen Ehefrau Margaret „Greta“ Ryan Davern. Er selbst trat nach dem Besuch der Christian Brothers School in Cashel 1952 als Sechzehnjähriger in die Lokalen Verteidigungskräfte FCÁ (Fórsa Cosanta Áitiúil) ein und wurde 1956 zum Leutnant befördert. 1962 wurde er als Hauptmann Kompaniechef der B-Kompanie des 13. Bataillons der FCÁ. Zwischenzeitlich begann er seine politische Laufbahn in der Kommunalpolitik, als er 1960 für die Fianna Fáil (FF) sowohl zum Mitglied des Stadtrates (Urban District Council) als auch zum Mitglied des Rates der Grafschaft South Tipperary (South Tipperary County Council) gewählt wurde. Er war zeitweise Mitglied des Ausschusses für berufliche Bildung des Grafschaftsrates. Als Gründer der Bezirksstelle der Vereinigung der Eltern und Freunde geistig behinderter Kinder (Association of Parents and Friends of Mentally Handicapped Children) war er maßgeblich an der Errichtung einer Schule für geistig behinderte Kinder in Cashel beteiligt. Er war auch maßgeblich daran beteiligt, eine neue Textilindustrie in der Stadt anzusiedeln.
Nachdem sich sein Vater Michael Davern aus der Politik zurückgezogen hatte, wurde Don Davern bei den Wahlen am 7. April 1965 als dessen Nachfolger für die Fianna Fáil im Wahlkreis Tipperary South mit 8540 Stimmen (23,19 Prozent) zum Abgeordneten (Teachta Dála) gewählt und gehörte dem Dáil Éireann, dem Unterhaus des Parlaments (Oireachtas) der Republik Irland, bis zu seinem Tode am 2. November 1968 an. In der ersten Regierung Lynch übernahm er am 10. November 1966 den Posten als Parlamentarischer Sekretär beim Minister für Landwirtschaft und Fischerei und behielt diesen bis zu seinem Tode am 2. November 1968.
Neben seiner politischen Laufbahn führte Davern zusammen mit seiner Ehefrau Joan Hannigan die lizenzierte Gaststätte der Familie, Davern’s Bar, in Cashel fort. Dort wurde er am 2. November 1968 im Alter von nur 33 Jahren von seiner Frau tot im Bett aufgefunden und nach seinem Tode auf dem Friedhof von Rock of Cashel beigesetzt. Nach seinem Tode wurde er als Abgeordneter von seinem jüngeren Bruder Noel Davern abgelöst, der den Wahlkreis Tipperary South von 1969 bis 1981 sowie zwischen 1987 und 2007 vertrat und zudem Mitglied des Europäischen Parlaments sowie zeitweise Bildungsminister war. 